# آن شيلتون
آن شيلتون (بالإنجليزية: Ann Shelton)‏ هي مصورة نيوزيلندية، ولدت في 1967 في تيمارو ‏ في نيوزيلندا.

## وصلات خارجية
- الموقع الرسمي